# Oppidum České Lhotice
České Lhotice jsou hradiště severně od stejnojmenné obce v okrese Chrudim, které je považováno za jediné známé keltské oppidum ve východních Čechách. Bylo postaveno nejpozději ve druhém století před naším letopočtem. Po hradišti a jeho okolím vede naučná stezka. Hradiště je chráněno jako kulturní památka ČR.

## Historie
Lokalita byla osídlena již v paleolitu, neolitu, eneolitu, v pozdní době bronzové a starší době halštatské. Posledním dvěma obdobím patří nálezy z okruhu slezskoplatěnické kultury. Dochované pozůstatky opevnění byly postaveny v pozdní fázi doby laténské ve druhém století před naším letopočtem. Oppidum byl opuštěno po polovině prvního století před naším letopočtem. Archeologické nálezy dokládají také osídlení v době římské a během raného i vrcholného středověku, ale obnova opevnění nebyla v raně středověkém období doložena.
Nejstarší nálezy z hradiště pochází z roku 1847, kdy byl vybírán kámen ze zřícené hradby. Později lokalitu zkoumal v roce 1943 Ivan Borkovský a v letech 1971–1987 Milan Princ, ale menší záchranné výzkumy probíhaly i v dalších letech.
Předpokládá se, že oppidum stálo u jedné z větví jantarové stezky a zajišťovalo také obchod mezi oppidy Závist a Staré Hradisko. Kromě toho bylo pravděpodobně mocenským centrem, které ovládalo těžbu nerostných surovin. V okolí se nacházejí ložiska grafitu (využívaném při výrobě keramiky), železné rudy, mědi a zlata. Jejich těžba se v laténském období předpokládá vzhledem ke snadné dostupnosti ložisek, ale konkrétní archeologické důkazy těžby či zpracování rudy na hradišti chybí.

## Stavební podoba

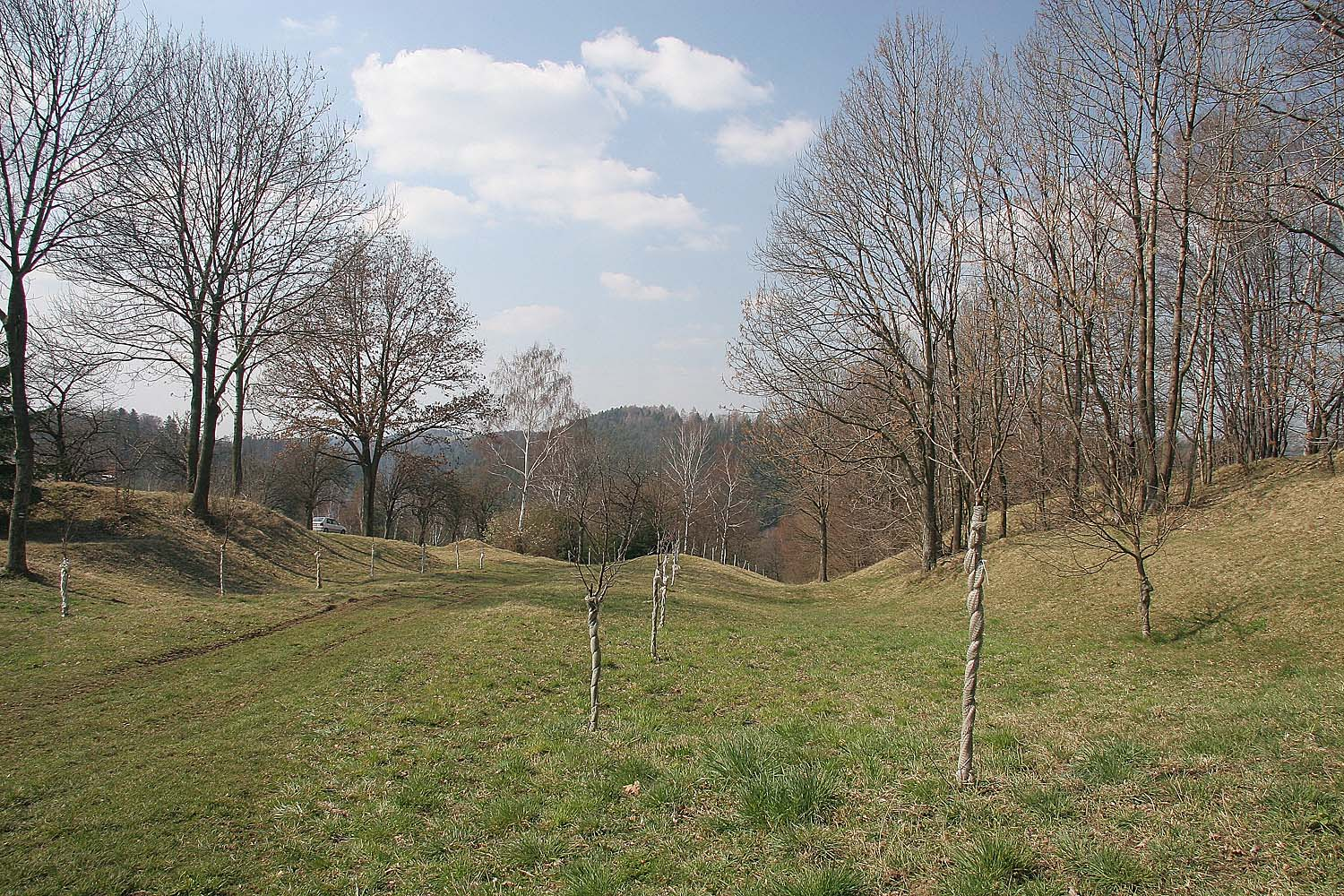
Pozůstatky opevnění

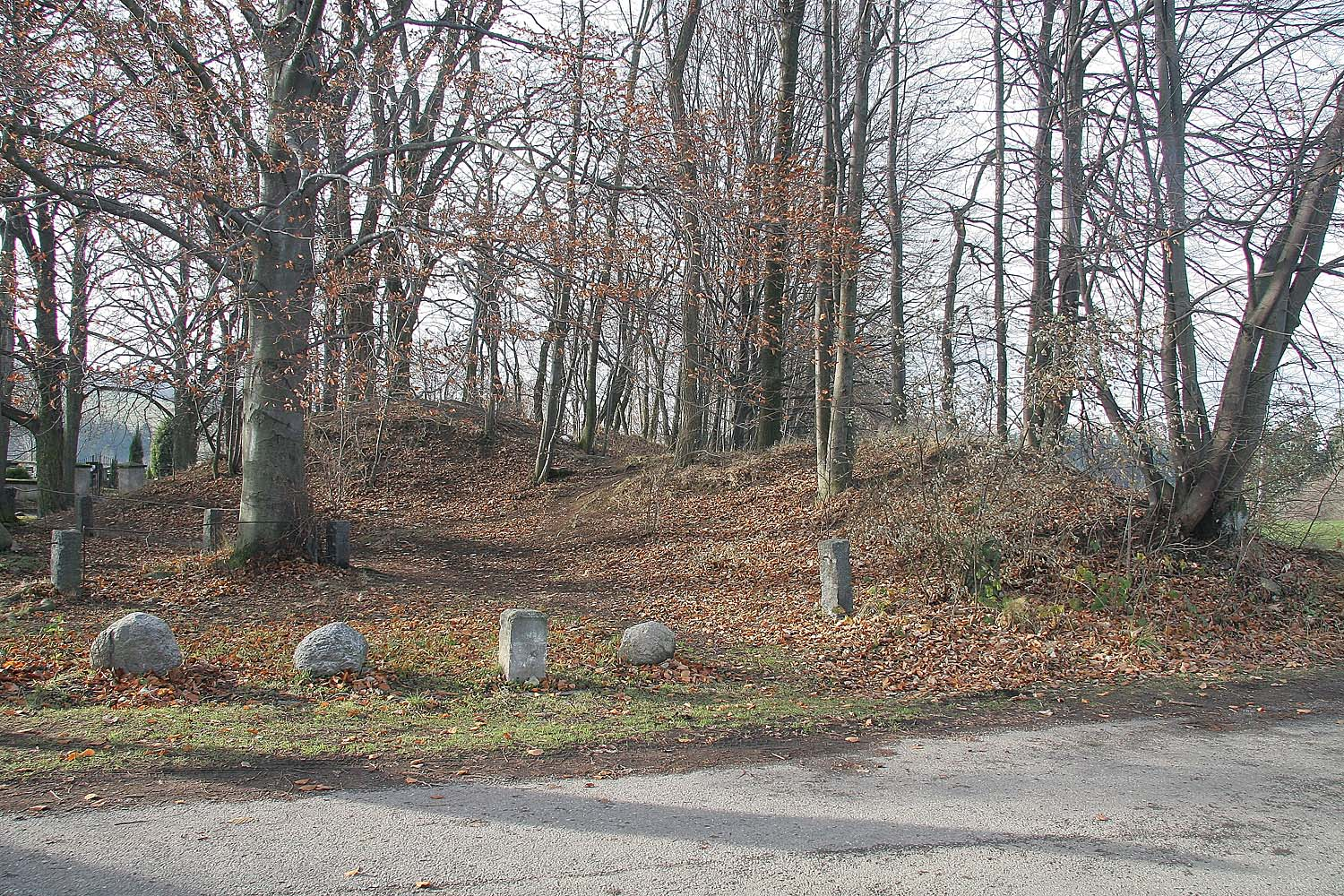
Pozůstatky opevnění

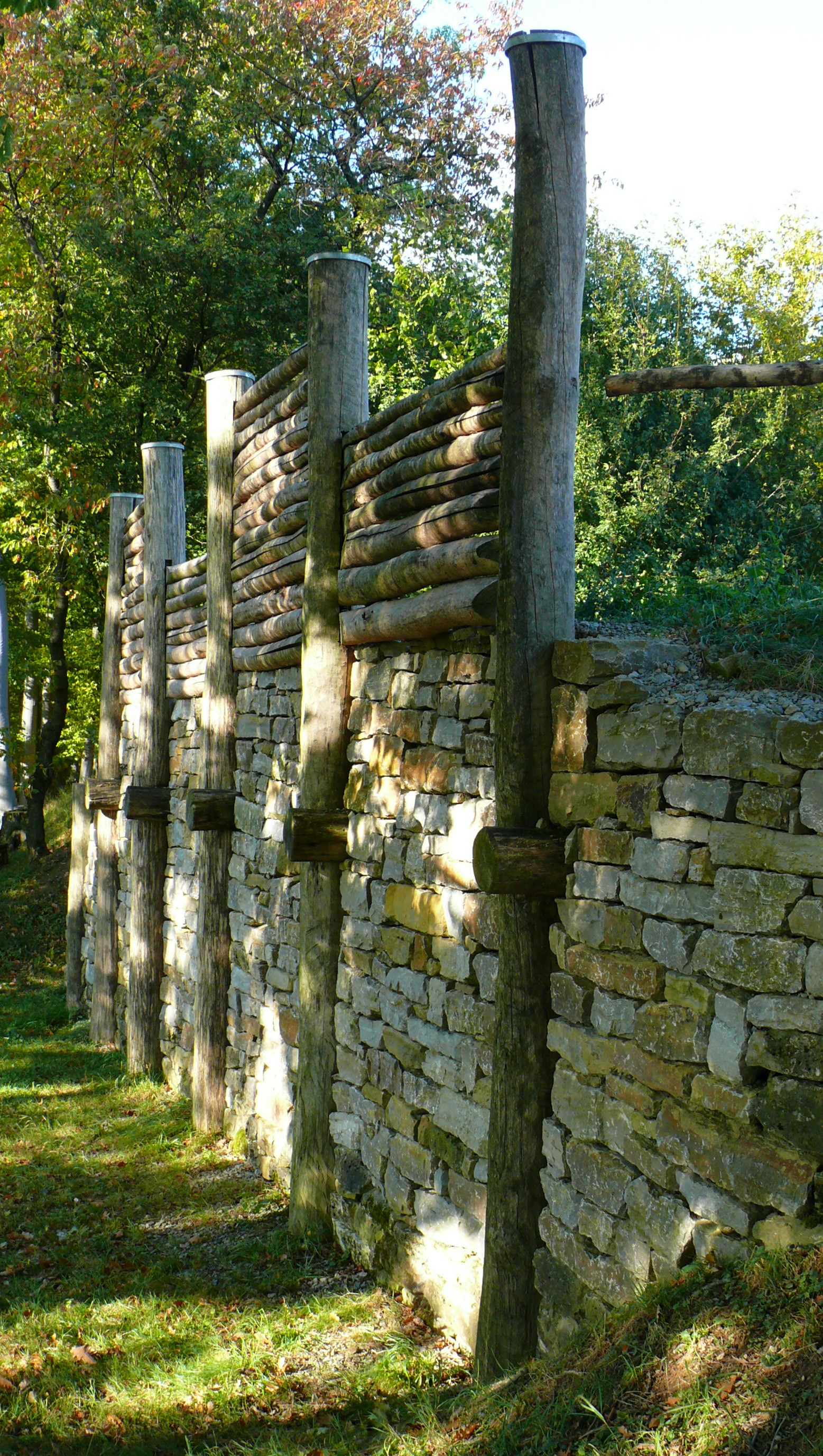
Hradby typu Pfostenschlitzmauer zrekonstruovaná u německého oppida Finsterlohr

Oppidum na ostrožně obtékané Chrudimkou bylo dvojdílné. Boční strany ostrožny strmě spadají do údolí řeky a severní část vybíhá do protáhlého klesajícího hřbetu.  Na východní straně se nacházelo předhradí o rozloze osm hektarů a západní část ostrožny zaujalo vnitřní hradiště s rozlohou asi 23 hektarů. Přístupnou východní a jižní stranu vnitřního hradiště chránilo trojité opevnění. Na jižní straně bylo poškozeno při stavbě evengelické fary a hřbitova, takže se dochovaly pouze dvě linie valů. V devatenáctém století při stavbě silnice také zanikl původní hlavní vstup na východní straně. Předhradí bylo ohrazené pouze jednou hradbou.
Nejlépe dochovanou částí oppida je trojnásobné opevnění na východní straně vnitřního hradiště. Vnitřní pás fortifikace tvořila hradba a příkop, který byl v místech archeologických sond původně 3,4 metru hluboký a částečně vysekaný ve skalním podloží. Mezi ním a vnitřní hradbou se nacházela berma, na které byla doložena dvojitá řada kůlových jamek po palisádě. Samotná hradba byla postavená technikou Pfostenschlitzmauer Takovou hradbu tvořila řada svislých kůlů, mezi kterými byla bez malty vyskládaná kamenná zeď. Další vodorovně umístěné kmeny spojovaly čelo hradby s její zadní částí, ale její podoba nebyla v Českých Lhoticích rozpoznána. Výzkum odhalil také kamennou základnu s půdorysem 320 × 320 centimetrů, nad kterou pravděpodobně stávala srubová strážní věž. Archeologický výzkum také doložil tři starší stavební fáze hradby. Jižní část opevnění byla zničena při stavbě silnice a fary. Linie hradeb se zde stáčela k východu a klesala svahem dolů k řece. Na západní a severní straně se dochovaly stopy jen jedné linie opevnění. Byla postavena podobným způsobem jako vnitřní hradba na východní straně, ale nepodařilo se prokázat existenci mladší stavební fáze, ve které byla východní hradba na čelní straně zpevněna svislými kůly.
V jihovýchodním rohu vnitřního hradiště bývala hlavní klešťovitá brána s věží. Další vstupy z údolí řeky na jihozápadě a severozápadě, kde brána navazovala na terasovitě upravený terén, odkud pochází množství nálezů z doby laténské. Poslední brána se nacházela na východní polovině severní strany.
Nejvýše položená část hradiště se označuje jako akropole. Předpokládá se, že v těchto místech bývaly archeologicky prozkoumané, ale zaniklé mohyly z doby halštatské. V době laténské se zde pravděpodobně nacházelo nejhustší osídlení oppida. Další zástavba  stála podél vnitřní hradby. Tvořily ji kůlové stavby, které sloužily k obytným i hospodářským účelům. Jedna z nich je považována za kovárnu.